# Croatia film
Croatia film hrvatska je filmska tvrtka. Prvo hrvatsko filmsko poduzeće Croatia film k.d. osnovano je 1917. godine, i ukinuto sljedeće godine.

## Povijest današnjeg Croatia filma
Tvrtka se 1946. zvala "Poduzeće za raspodjelu filmova", potom "Film" pa "Sava film". Ime "Croatia film" tvrtka nosi od 18. rujna 1954. godine. Od 1946. do 1970. godine tvrtka je bila jedini distributer i uvoznik filmova u Hrvatskoj. Krajem šezdesetih godina 20. stoljeća Croatia film pokreće vlastitu filmsku proizvodnju. Neki od značajnijih filmova:
- Ljubav i poneka psovka 1969.
- Tko pjeva zlo ne misli 1970.
- Družba Pere Kvržice 1970.
- Živa istina 1972.
- Živjeti od ljubavi 1973.
- Pucanj 1977.

## Animirani filmovi
- Čudesna šuma 1986.
- Čarobnjakov šešir 1990.
- Čudnovate zgode šegrta Hlapića 1997.
- animirana crtana serija Laku noć, Hrvatska

## Vanjske poveznice
- croatia-film.hr - službene stranice
- Popis filmova Croatia filma  Arhivirana inačica izvorne stranice od 14. svibnja 2011. (Wayback Machine)